# Борша (Бихор)
Борша (рум. Borșa) насеље је у Румунији у округу Бихор у општини Сакадат. Oпштина се налази на надморској висини од 196 m.

## Становништво
Према подацима из 2002. године у насељу је живело 195 становника, од којих су сви румунске националности.